# Камбурова, Лорина
Лори́на Камбу́рова (болг. Лорина Камбурова, англ. Lorina Kamburova; 25 октября 1991, Варна — 27 мая 2021, Москва) — болгарская актриса и певица, известная по ролям в американских фильмах. Вокалистка группы Ross’N Lorina.

## Биография
Лорина родилась в Варне. В 2014 году окончила Национальную академию театрального и киноискусства в Софии. В том же году она, совместно с актёром Росеном Пенчевым, с которым познакомилась на съёмочной площадке, основала музыкальную группу-дуэт Ross’N Lorina.
Её актёрская карьера началась с сериала «Связи», в котором она играла с 2015 по 2016 год. Затем снималась в американских фильмах ужасов «Ночной мир», «Техасская резня бензопилой: Кожаное лицо» и «День мертвецов: Злая кровь».
В 2018 году стало известно, что она была приглашена в качестве актрисы в фильм режиссёра Тони Джильо «Doom: Аннигиляция», в котором сыграла в 2019 году. Исполнила главную женскую роль в российском комедийно-приключенческий фильм «Любовь и монстры» (2021).
Скончалась 27 мая 2021 года от двухстороннего воспаления лёгких, вызванного COVID-19. Похоронена 6 июня 2021 года в белом гробу в болгарском городе Варне.

## Фильмография
| Год       |   | Русское название                         | Оригинальное название      | Роль           |
| --------- | - | ---------------------------------------- | -------------------------- | -------------- |
| 2015—2016 | с | Связи                                    | Liaisons                   | Лия            |
| 2017      | ф | Ночной мир                               | Nightworld                 | Зара           |
| 2017      | ф | Техасская резня бензопилой: Кожаное лицо | Leatherface                | Бетти Хартман  |
| 2018      | ф | День мертвецов: Злая кровь               | Day of the Dead: Bloodline | Эбби           |
| 2018      | ф | Смертельная гонка 4: Вне анархии         | Death Race: Beyond Anarchy | нацистка       |
| 2019      | ф | Doom: Аннигиляция                        | Doom: Annihilation         | Сэнди Петерсон |
| 2020      | ф | Любовь и монстры                         | Love and Monsters          | Бояна          |